# Varignonova momentová věta
Varignonova věta nebo též momentová věta je poučkou z oblasti stavební mechaniky, týkající se superpozice účinků statických momentů síly. Nazývá se podle Francouze Pierra Varignona, který ji poprvé vyslovil. 
Ve fyzice je známa jako 2. věta impulsová.

## Znění
Algebraický součet statických momentů všech sil v soustavě k libovolně zvolenému momentovému středu je roven statickému momentu výslednice této soustavy a k témuž středu.
{\displaystyle F_{1}p_{1}+F_{2}p_{2}+...+F_{n}p_{n}=F_{R}p_{R}}  nebo  {\displaystyle M_{1}+M_{2}+...+M_{n}=M_{R}}
{\displaystyle \sum _{i=1}^{n}F_{i}P_{i}=F_{R}p_{R}}  nebo   {\displaystyle \sum _{i=1}^{n}M_{i}=M_{R}}

## Využití
Varignonova momentová věta se hojně využívá při navrhování konstrukcí v oboru stavební mechaniky.